# Rudnik mrkog ugljena Mostar
Rudnik mrkog ugljena Mostar je ugljenokop u Mostaru.

## Povijest
Otvoren je 1918. godine i bio je prvi u Kraljevini Jugoslaviji. Proizvodnja ugljena počela je 1919. godine. 
Postao je važan gospodarski subjekt grada Mostara i okolice. Mnogi su stanovnici Mostara i šire okolice stekli u ovom rudniku mrkog ugljena neku zaradu kojom su mogli prehraniti sebe i obitelj, omogućilo školovanje djece i podići si dom. Mnogi su doselili u Mostar baš zbog rudnika. Najveća nesreća zbila se nakon 7 godina postojanja, 1926. kad su pri prodoru vode u tunele poginula osmorica rudara. Mostarski rudnik ipak je bio među sigurnijima i do kraja postojanja nije bilo mnogo nesreća. Bila je snažna rudarska solidarnost i rudnik je preživio i štrajkove i rat. Kad su cijene ugljenu pale dosta nisko i kad je pala potražnja za ugljenom, rudari su solidarnošću uspjeli održati rudnik i da rudari ostvare nekakav život. Našli su načina osigurati si besplatne lokacije za svoje kuće, zajednički ih kreditirati, pomoći svoje umirovljenike i invalide, školovati djecu poginulih rudara, osigurati si topli obrok i uvjete za kulturno uzdizanje članova kolektiva. Poduzeće i rudari dobili su brojne nagrade, priznanja i medalje za rad. Rudnik je bio je najveći i najbolji u Jugoslaviji. Nije preživio veliku gospodarsku krizu u Jugoslaviji početkom 80-ih godina 20. stoljeća. Posla je bilo sve manje, ugljena je nestalo te je bilo neizbježnih financijskih razloga za krizu. Konačni udarac zadao je udar groma 1985. i tad je jama potopljena. Premda se po zakonu moralo, jame nikad nisu propisno sanirane, zbog čega je u okolnom mostarskom naselju Rudniku, u kojem je podosta objekata nelegalno izgrađeno iznad jama ili je izgrađeno preko dopustivih gabarita, život dosta nesiguran. Kop je saniran, ali ostali dio rudnika ne. Po završetku eksploatacije rudnik nije vraćen u prvobitno stanje. Zamuljivanje jama zbog skupoće nije napravljeno kako treba. Stalna je prijetnja gorenje ugljena što zagađuje zrak i čini tlo trusnijim. Ovdašnji ugljen bogat je sumporom zbog čega brzo plane i tiho ubija ako plin dođe do površine. 16 se mjeseci vodom gasilo gorenje ugljena pa se još dovozila ugljena prašina iz Kaknja koju se usipalo u pukotine kroz 149 bušotina. Ako ugljen opet dođe u kontakt sa zrakom, postoji opasnost da se ponovno aktivira pojava otrovnih i zagušljivih plinova u okružju zgrada u mostarskom dijelu grada Rudniku. Tlo u jamama se urušava, što ugrožava statiku zgrada. Budući da su urušavanjem tla vodovodne cijevi zatrpane, prijete i poplave. Kanalizacija je također problem jer su investitori radi smanjenja troškova okretali cijevi kamo se nije smjelo. Već početkom 1960-ih došlo je do pojedinih oštećenja prvih objekata pa su tad morali biti iseljeni. Zbog slijeganja tla 1970-ih na starim je objektima puno oštećenja, npr. na staroj zgradi Rudarske uprave. Nažalost, smirivanje tla iznad rudnika još nije nastupilo iako je to trebalo trajati trajati 20-ak godina. Prva su se slijeganja pojavila tek 40-ak godina poslije završetka radova u jednim jamama i nastupila su 1970-ih.

## Osobine
Ležišta ugljena ovdje su u trima skupinama. Na sjeveru je Bijelo Polje, u srednjem dijelu Orlac, Vihoviće, Bare, Zgone i Cim, a na jugu Bišće polje. Starost ugljena mostarskog ugljenog bazena je oligo-miocenske starosti i spada u mrke ugljene. Prosječna ogrjevna moć plasiranih vrsta iznosi 3620 kcal/kg. Mostarski je mrki ugljen bio najbolji u BiH. Ugljen se u Mostaru eksploatirao tzv. mostarskom metodom koja je nosila jako velike gubitke ugljena. Eksploatacija je bila relativno plitka te ostankom neizoliranih i nesaniranih otkopanih prostora može se prolomiti visoka krovina, što je opasnost po ljude i građevine.
Današnja mostarska gradska četvrt Rudnik nosi ime po rudniku mrkog ugljena u tom mjestu. Sve do kraja Drugoga svjetskog rata u prostorima rudnika nalazila se slika svete Barbare.

### Članci
- Dragić, Marko. 2015. Kult sv. Barbare u kršćanskoj tradiciji Hrvata. Nova prisutnost. Nova prisutnost. Zagreb. 13 (2): 141–162

## Vanjske poveznice
- BHRT  Arhivirana inačica izvorne stranice od 28. studenoga 2015. (Wayback Machine) Magazin Crta, 23. studenoga 2015. (od 45. minute)